# Stratiothyrea cheesmanae
Stratiothyrea cheesmanae är en tvåvingeart som beskrevs av Timothy M. Cogan och Wirth 1969. Stratiothyrea cheesmanae ingår i släktet Stratiothyrea och familjen vattenflugor. Inga underarter finns listade i Catalogue of Life.